# Józef Marello
Giuseppe Marello (ur. 26 grudnia 1844 w Turynie; zm. 30 maja 1895 w Savonie) – włoski święty Kościoła katolickiego.
Wstąpił do seminarium w Asti, a w dniu 19 września 1868 roku otrzymał święcenia kapłańskie. Służył w diecezji Asti, najpierw jako sekretarz biskupa, potem jako kanclerz, kierując kurią. 14 marca 1878 roku założył zgromadzenie Oblatów sw. Józefa. Zaczął chorować i zmarł 30 maja 1895 roku w opinii świętości, w wieku 50 lat.
Beatyfikował go Jan Paweł II w dniu 26 września 1993 roku w Asti, a kanonizował go również Jan Paweł II w dniu 25 listopada 2001 roku.